# Ремнецветник
Ремнецве́тник (лат. Loránthus) — род зелёных полупаразитных кустарников семейства Ремнецветниковые (Loranthaceae).

## Ботаническое описание

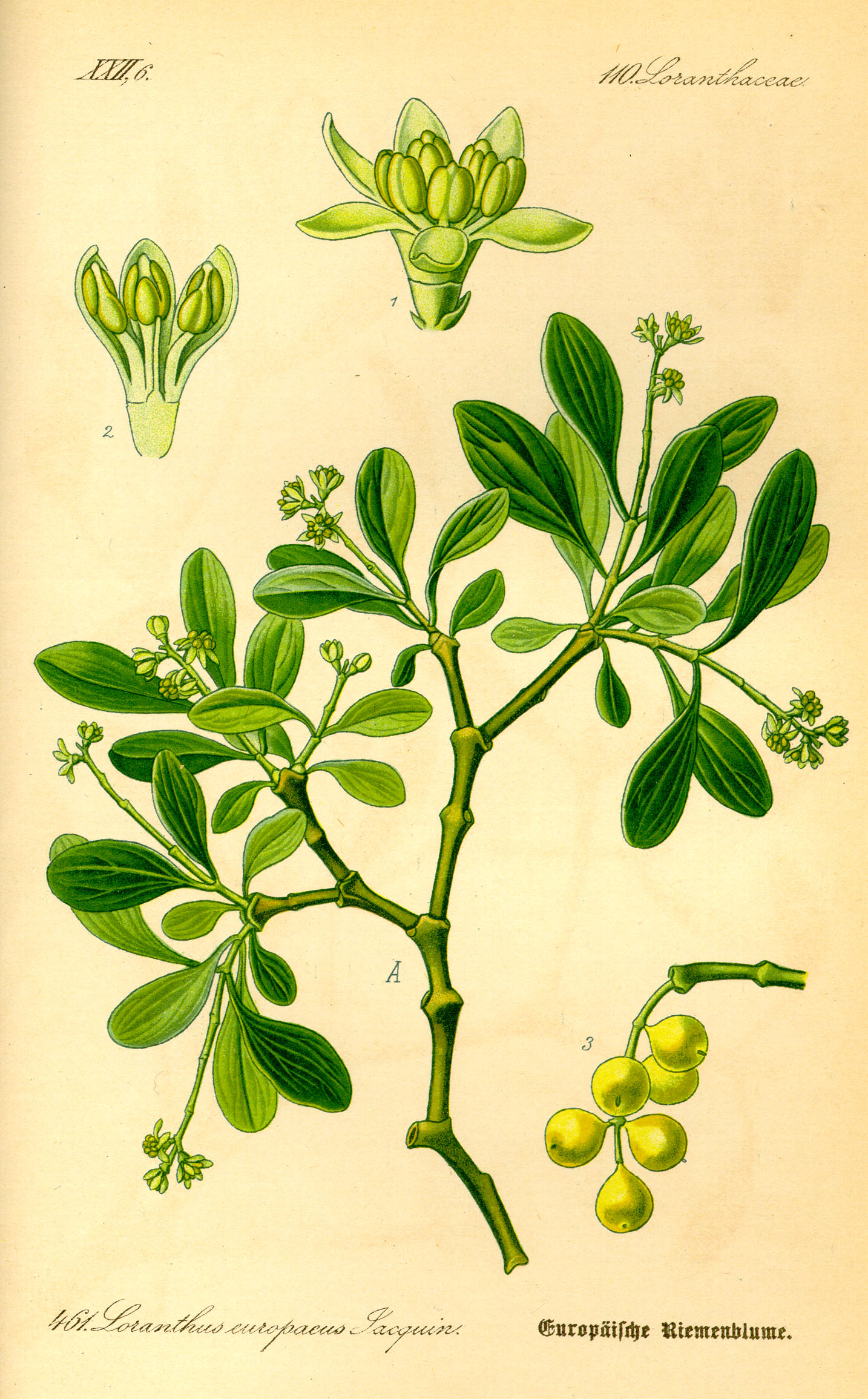
Ремнецветник европейский.

Ремнецветники представляют собой невысокие кустарники, ведущие полупаразитический образ жизни на деревьях из класса двудольных, редко на хвойных; ветви их покрыты зелеными супротивными или очерёдными, толстыми, кожистыми, цельнокрайными листьями. Листья имеют выраженное перистое жилкование.
Цветки большей частью резко заметные, небольшие, собраны в метельчатые или колосовидные соцветия; кроющие листья срастаются с цветоножкой во всю длину её; прицветников нет. Цветки двуполые или вследствие недоразвития однополые (растения двудомные); подчашие очень незначительное или хорошо развитое; околоцветник простой, состоящий из 4—6 желтовато-зелёных листков, сросшихся с нитями тычинок; тычинки в одинаковом числе с околоцветником; пестик один, с нитевидным столбиком, тупым или головчатым рыльцем и с нижней, одногнездой завязью.
Плод — яйцеобразная или шаровидная ягода или костянка с сочной и липкой мякотью и тонким наружным слоем. Зародыш окружён обильным эндоспермом.

## Распространение
Всех видов ремнецветника насчитывается около 500; большинство их свойственно тропическим странам Восточного полушария. В Европе, в частности, в Крыму, встречается только один вид, Loranthus europaeus L. — паразитирующий на дубах листопадный кустарник с коричневато-зелёными ветвями и тупыми продолговато-эллиптическим листьями.

## Значение и использование
Плоды являются важным источником питания для птиц, при этом семена, пройдя через их пищеварительный тракт, остаются неповреждёнными. Вид Loranthus ferrugineus традиционно используется для лечения гипертонии.

## Список видов
Род Ремнецветник включает 8 видов:
- Loranthus delavayi Tiegh.
- Loranthus europaeus Jacq. — Ремнецветник европейскийtypus
- Loranthus guizhouensis H.X.Qiu
- Loranthus kaoi (J.M.Chao) H.S.Kiu
- Loranthus lambertianus Schult.f.
- Loranthus macrantherus (Eichler) Hemsl.
- Loranthus pseudo-odoratus Lingelsh.
- Loranthus tanakae Franch. & Sav.